# 三定
三定（さんさだ）は、東京都台東区浅草一丁目にある飲食店。1837年（天保8年）創業で、現存する日本最古の天ぷら屋である。

## 概要

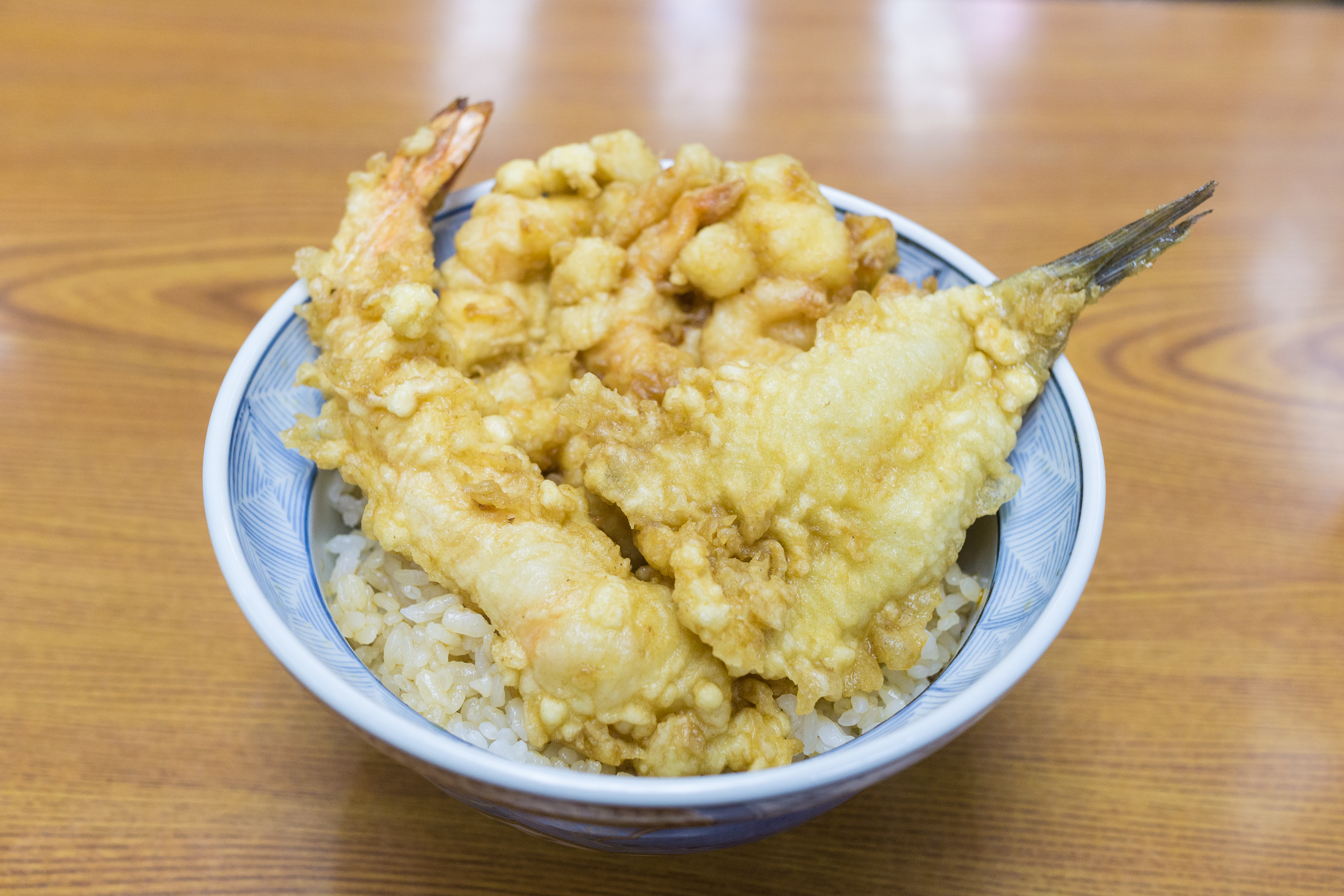
三定の上天丼

雷門の東隣に位置し、「一に浅草、二に観音、三に三定の天ぷら」のキャッチコピーで知られる。
近海で獲れた江戸前の魚介を使い、揚げ油にはごま油を使用している。
店舗は雷門通りに面した本館と、近接する新館・別館のみで、遠隔地に支店は設けていない。これは、店主が店から目を離すことがないようにという考えによるものである。

## 歴史
1831年（天保2年）、初代定吉は三河国（現在の愛知県）より同郷の先輩を頼り上京した。当初は卵の卸の商売をしていたが、後に日本橋人形町に天ぷらの屋台を設けた。これが三定の始まりである。店名は、三河屋定吉に由来する。
天丼発祥の店として扱われることもあるが、店側は別に起源を主張しているわけではなく、いつ頃から天丼の提供を開始したかも定かではない。ただ、天丼が誕生した当時から存在している数少ない天ぷら屋のひとつであることは確かである。